# Francesco Crispi

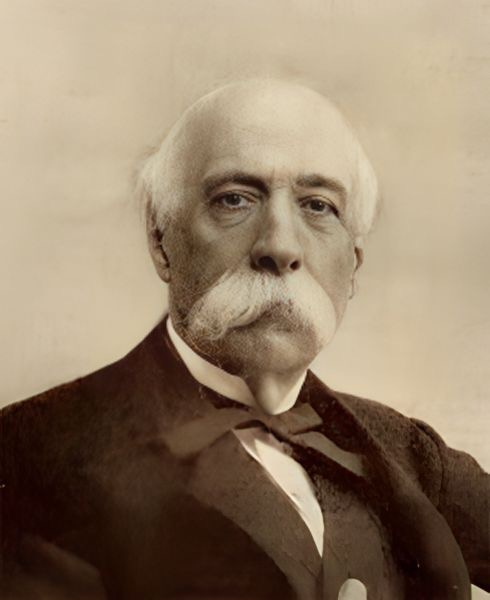
Francesco Crispi (etwa 1893)

Francesco Crispi (* 4. Oktober 1818 in Ribera, Sizilien; † 11. August 1901 in Neapel) war ein italienischer Revolutionär, Staatsmann und Politiker. In seiner Amtszeit als Ministerpräsident trieb er außenpolitisch in antifranzösischer Haltung den Dreibund und die koloniale Expansion seines Landes voran, während er innenpolitisch mit strenger Hand gegen soziale Protestbewegungen vorging.  Zwischen 1887 und 1896 führte Crispi insgesamt vier Regierungen an.

## Biographie
Francesco Crispi wurde in Ribera, Sizilien, geboren. Er war der Sohn einer Arbëresh-Familie, der alteingesessenen albanischen Minderheit in Italien, die im späten 15. Jahrhundert vor den Osmanen nach Italien floh.
Crispi musste wegen Beteiligung an der Revolution von 1848 im bourbonischen Königreich beider Sizilien elf Jahre im Exil im Piemont verbringen. Dort wurde er auch als Journalist aktiv. In dieser Zeit wandelte sich seine Einstellung von der Forderung nach einer Autonomie Siziliens zur Unterstützung eines gesamtitalienischen Nationalstaats. 1853 wurde Crispi beschuldigt, in Aufstände in Mailand verwickelt zu sein, worauf er nach Malta, London und Paris floh. 
Nach seiner Rückkehr nach Sizilien 1859, das er unter falschem Namen besuchte, organisierte er im Auftrag Giuseppe Mazzinis auf der verarmten Insel einen erfolgreichen Aufstand gegen den Bourbonenkönig Franz II. und schuf so die Voraussetzung für Giuseppe Garibaldis „Zug der Tausend“. Crispi unterstützte den Anschluss von Neapel-Sizilien an Piemont zur Bildung des Königreiches Italien 1860. Er gehörte, obwohl er damit die Monarchie unterstützte, dem Parlament des neuen Staates als Abgeordneter der radikalen Linken an und übernahm zweimal das Amt des Innenministers. Von 1876 bis 1877 war er auch Präsident der Abgeordnetenkammer. 1878 musste Crispi sich für kurze Zeit aus der Politik zurückziehen, weil er der Bigamie beschuldigt, dann aber freigesprochen wurde. Von 1887 war er mit zwei Unterbrechungen bis 1896 Ministerpräsident; gleichzeitig hatte er zwischen Juli 1887 und Februar 1891 auch die Funktion des Innenministers und des Außenministers inne.
Crispi regierte angesichts einer zerstrittenen und von Skandalen geschwächten Opposition autoritär und unterdrückte vor allem die Arbeiterschaft. 1893 war er in einen Skandal um die Banca Roma verwickelt. Zur Bekämpfung des Aufstands der Fasci siciliani rief er im Januar 1894 den Ausnahmezustand in Sizilien aus und entsandte General Roberto Morra di Lavriano an der Spitze einer Truppe von 40.000 Mann ins Unruhegebiet. Seine Innenpolitik war von Steuererhöhungen und Sparmaßnahmen geprägt. Außenpolitisch orientierte Crispi sich am Deutschen Reich und propagierte eine entschlossene Kolonialpolitik, doch die Eroberung des Kaiserreiches Abessinien im Italienisch-Äthiopischen Krieg misslang. Nach der Niederlage gegen das kaiserliche Heer Meneliks in der Schlacht von Adua am 1. März 1896 wurde Crispi persönlich für diese „nationale Schmach“ verantwortlich gemacht und musste zurücktreten. Anschließend verfasste er seine Memoiren, in denen er seine Politik rechtfertigte. Crispi starb am 11. August 1901 in Neapel.
Seine Leiche wurde zunächst von Präparatoren aus Neapel einbalsamiert, doch erwiesen sich ihre Methoden als unzureichend. Ein Jahr später erhielt der Chemiker Alfredo Salafia den Auftrag, den Körper zu retten, was ihm in mehrmonatiger Arbeit auch gelang. Durch Paraffininjektionen konnte er auch die Gesichtszüge Crispis wiederherstellen. Sein Leichnam gilt aufgrund der innovativen Konservierungsmethode Salafias als eine bedeutende Mumie des 20. Jahrhunderts.

## Familie
Francesco Crispi war mehrmals verheiratet und hatte zahlreiche uneheliche Beziehungen. Seine erste Frau Rosina D’Angelo starb 1839 an der Cholera. Aus der Ehe gingen zwei Kinder, Giuseppa und Tommaso, hervor. 1854 heiratete er die aus bäuerlichen Verhältnissen stammende Rose Montmasson. Rosalia, wie er seine Frau nannte, teilte seine politischen Ideale und nahm als einzige Frau am Zug der Tausend teil. Nach seiner Wahl zum Abgeordneten 1861 hatte er zahlreiche Affären, aus denen ein weiterer unehelicher Sohn, Luigi, hervorging. Er war bereits nach dem Tod seiner ersten Frau, Vater eines unehelichen Kindes aus der Beziehung mit Felicita Valle geworden. 1874 trennte er sich von Montmasson. Die Ehe war kinderlos geblieben. 1878 heiratete er die aus gutem Haus stammende Filomena Barbagallo, genannt Lina, mit der er bereits eine Tochter, Giuseppina, gezeugt hatte.